# Johan Alberts
Johan Casper Paul Alberts (Amsterdam, 11 februari 1893 — Den Haag, 1967) was een Nederlands letterkundige, dichter en journalist.
Johan Alberts had een zeer ongelukkige jeugd. Zijn ouders scheidden kort na zijn geboorte en zijn moeder hertrouwde op zijn zevende. Na een half jaar scheidde zij weer, en ze stierf korte tijd later. Na een zwerftocht over de Veluwe met zijn stiefvader eiste zijn natuurlijke vader hem op. Die hield Johan twee jaar lang in huis opgesloten en liet hem huishoudelijk werk doen. Johan ontsnapte uiteindelijk door van het dak te springen. Door zijn verwondingen lag hij enkele maanden in het ziekenhuis. Zijn vader werd uit de ouderlijke macht ontzet.
In 1914 kwam hij in het nieuws toen hij het literair tijdschrift De Kroniek oprichtte - niet te verwarren met De Kroniek van P.L. Tak — waaraan onder anderen Henri Borel, Cyriel Buysse, Frans Netscher en Jan Veth meewerkten. Alberts stak er zijn hele erfenis in, wat hem na twee jaar bijna financieel te gronde richtte.
Tijdens de Eerste Wereldoorlog werkte hij voor de krant Het Vaderland als oorlogscorrespondent. Hij vertrok naar Nederlands-Indië, waar hij redacteur werd van de Java-Bode en probeerde als vliegenier aan de kost te komen, naast zijn baan als koloniaal ambtenaar. Na de Tweede Wereldoorlog werd hij gerepatrieerd en kwam hij te werken als redacteur-verslaggever Kunst en Wetenschap voor De Telegraaf.
Vrijwel alles uit zijn zeer omvangrijke werk gaf hij uit in eigen beheer, dit terwijl hij een armlastig leven leidde. Jan de Hartog heeft hem in 1950 geprobeerd bekender en geliefder te maken door een bloemlezing van zijn werk uit te geven. Alberts verkoos echter buiten het literaire wereldje te blijven.